# Мёллер, Александр
Александр Иоганн Генрих Фридрих Мёллер (нем. Alexander Johann Heinrich Friedrich Möller; 26 апреля 1903, Дортмунд — 2 октября 1985, Карлсруэ) — немецкий политик, член СДПГ. Министр финансов ФРГ в первом кабинете Вилли Брандта в 1969—1971 годах.

## Биография
Александр Мёллер — сын секретаря имперских железных дорог и сооснователя Имперского профсоюза служащих германских железных дорог. В 1923 году Александр Мёллер возглавил отделение этого профсоюза в Берлине. В 1928—1933 годах Александр Мёллер являлся самым молодым депутатом прусского ландтага.
С приходом к власти национал-социалистов Александр Мёллер подвергался преследованиям. За поддержку идеи всеобщей политической стачки в 1933 году был помещён под так называемый «охранный арест». Работал страховым агентом. После войны занимался восстановлением сферы страхования жизни в Германии. В 1952 году стал депутатом ландтага Баден-Вюртемберга, в 1961 году был избран в бундестаг.
В 1958 году Мёллер был избран в состав правления СДПГ. В 1960 году вместе с Клаусом Шюцем побывал в США, где знакомился с методами предвыборной борьбы Джона Ф. Кеннеди.
В первом кабинете Вилли Брандта Александр Мёллер занял пост министра финансов. 12 мая 1971 года подал в отставку из-за противоречий по вопросу увеличения бюджетов федеральных министерств, угрожавших финансовой стабильности страны.
По состоянию здоровья после в 1976 году не участвовал в выборах в бундестаг, тем не менее активно занимался политической деятельностью вплоть до начала 1980-х годов. По поручению правительства Гельмута Шмидта выступил советником египетского правительства, занимал партийные должности и возглавлял наблюдательный совет радиовещательной компании Süddeutscher Rundfunk в 1951—1969 годах. В 1978 году выпустил мемуары. Похоронен на Рюппурском кладбище в Карлсруэ.

## Публикации
- Schuld durch Schulden? Nutzen und Grenzen der Staatsverschuldung. Droemer Knaur, München u. a. 1981, ISBN 3-426-26048-4.
- Tatort Politik. Droemer Knaur, München u. a. 1982, ISBN 3-426-26060-3.
- Genosse Generaldirektor. Droemer Knaur, München u. a. 1978, ISBN 3-426-05610-0.
- Reichsfinanzminister Matthias Erzberger und sein Reformwerk, (Blickpunkt Finanzen. Informationshefte des Bundesministeriums für Wirtschaft und Finanzen, Bonn. Heft 7, ZDB-ID 507154-9). Herausgegeben vom Bundesministerium für Wirtschaft und Finanzen. Wilhelm Stollfuss in Kommission, Bonn 1971.